# Sunamganj (district)
Sunamganj (en bengali : সুনামগঞ্জ, en sylheti : ꠡꠥꠘꠣꠝꠉꠘ꠆ꠎ) est un district du Bangladesh. 
Il est situé dans la division de Sylhet. La ville principale est Sunamganj.

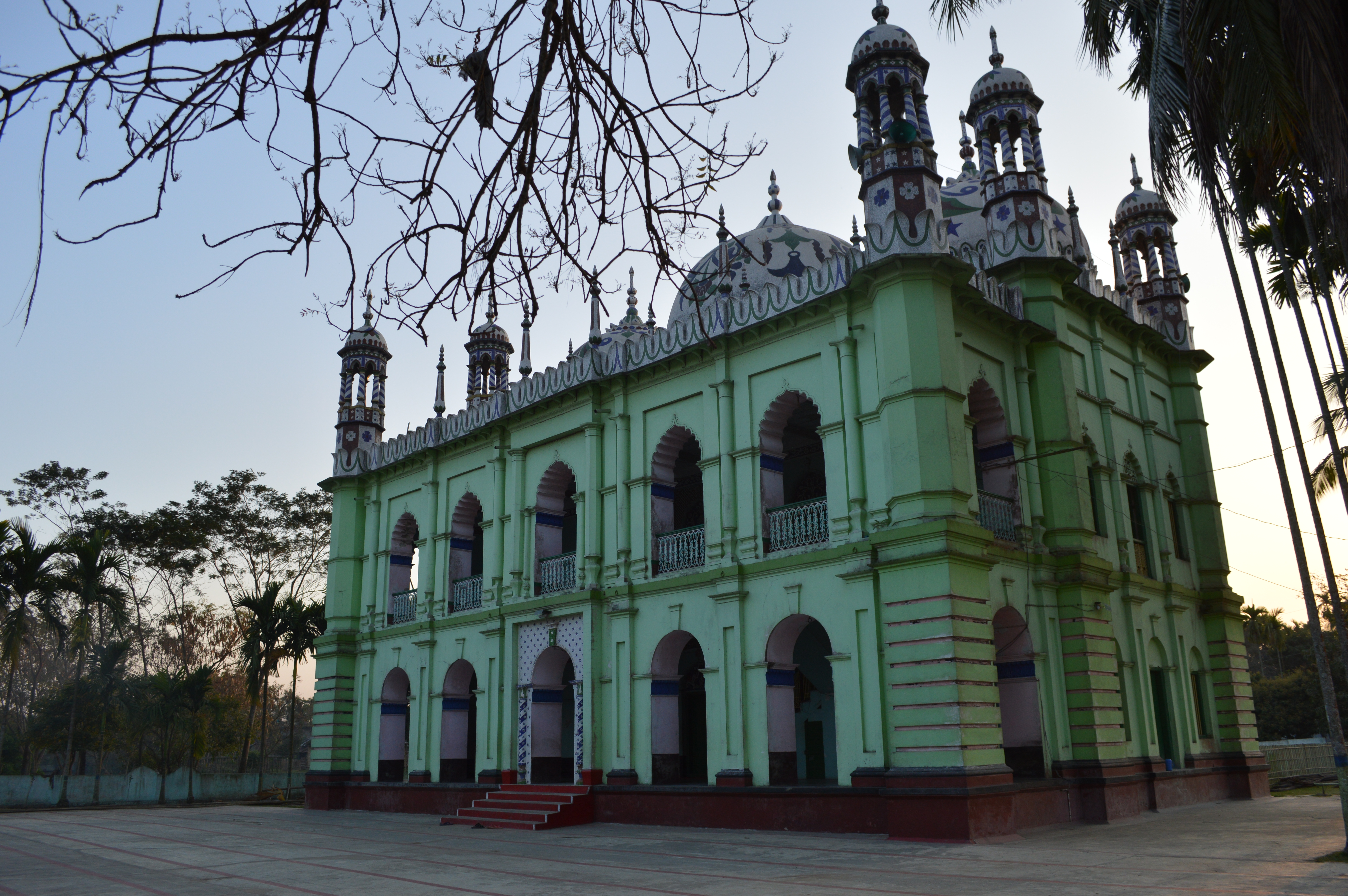
Belle architecture de cette mosquée à Pagla.